# Les Confessions du chevalier d'industrie Félix Krull (mini-série, 1982)
Les Confessions du chevalier d'industrie Félix Krull (Bekenntnisse des Hochstaplers Felix Krull) est une mini-série en quatre parties, basée sur le roman éponyme de Thomas Mann et diffusée du 24 janvier 1982 au 14 février 1982 sur la ZDF.
En France, le feuilleton a été diffusé du 6 août 1982, au 3 septembre 1982 sur Antenne 2.

## Distribution
- John Moulder-Brown : Felix Krull
  - Oliver Wehe (de) : Felix Krull (jeune)
- Magali Noël : Mme Houpflé
- Fernando Rey : Professeur Kuckuck
- Rita Tushingham : Mme Twentyman
- Joss Ackland : M. Twentyman
- Hans Heinz Moser : Herr Sturzil
- Pierre Doris : Policier
- Alain Flick : Monsieur Machatschek
- Klaus Schwarzkopf : Father Krull
- Daphne Wagner (de) : Mère Krull
- Mareike Carrière : Olympia
- Franziska Walser : Genoveva
- Rolf Zacher : Stanko
- Vera Tschechowa : Maria Pia
- Georgia Slowe : Zouzou
- Kurt Raab : Sally Meerschaum
- Nikolaus Paryla : Schimmelpreester
- Despina Pajanou (de) : Rosza
- James Cossins : Lord Kilmarnock
- Marie Colbin (de) : Zaza
- Benno Hoffmann
- Ulrich Beiger
- Loriot : Thomas Mann (caméo)

## Épisodes
1. La Nurse de Génova[3]
2. La Fille de joie Rosza[5]
3. La Poétesse: Diane Philibert alias Mme Houpfle[6]
4. Zaza la fille de l'air[7]
5. Zouzou[4]